# Додолу, до Землі
«Додолу, до Землі» (англ. Downward to the Earth) — науково-фантастичний роман американського письменника Роберта Сілверберга, виданий у 1970 році. Це розповідь про пошуки трансцендентності (часта тема Сілверберга), що відбувається на іншій планеті, і містить посилання на «Серце пітьми», класичну історію Джозефа Конрада про колоніалізм, включаючи ім'я Курца. Його назва посилається на Екклезіаста 3:21 у Біблії («Хто знає, чи дух людей піднімається вгору, а дух тварин опускається на землю?»).
«Додолу, до Землі» спочатку був опублікований як серійне видання з чотирьох частин, починаючи з випуску Galaxy Science Fiction за листопад 1969 року. Він був номінований на премію Локус у 1971 році.

## Короткий зміст сюжету
Едмунд Ґандерсон був терранським адміністратором світу-колонії Белзаґор, і він повертається туди після здобуття нею незалежності, відчуваючи почуття провини за те, як він поводився з домінуючим видом — слоноподібним нілдорорами, чия анімалістична зовнішність не дозволяла Ґандерсону сприймати їх серйозно як розумних істот. Після повернення він відчуває нове почуття спорідненості з тубільцями, можливо, навіть більше, ніж з туристами-землянами. Нілдорори проходять процес переродження, і найбільша провина Ґандерсона полягає в тому, що він відмовив у переродженні сімом нілдорорам, щоб змусити їх допомогти йому відремонтувати пошкодження від повені. Він зустрічає свого старого колегу Джеффа Курца (залежного від отрути Наґґіара), який пройшов церемонію переродження лише для того, щоб перетворитися на щось жахливе. Проте Ґандерсон наважується пройти обряд переродження, який приносить йому нове розуміння рідних істот і нові сили, за допомогою яких він може зцілити Курца і передати свої нові знання іншим.